# Фернандес де Луго, Алонсо
Хавье́р Ало́нсо Ферна́ндес де Лу́го (исп. Javier Alonso Fernández de Lugo; ум. 1525) — андалусский военачальник, конкистадор с титулом аделантадо, основатель городов и администратор. Он завоевал острова Пальма (1492—1493) и Тенерифе (1494—1496) для кастильской короны; Пальма и Тенерифе были последними из Канарских островов подчинены европейцами. Также он основал города Сан-Кристобаль-де-ла-Лагуна, Санта-Крус-де-Тенерифе и Санта-Крус-де-ла-Пальма. Согласно одному биографу личность конкистадора представляла собой «ужасную смесь жестокости и амбициозности или жадности, с одной стороны, и с другой — огромной способности и умению в установлении порядка и власти на завоёванных островах».

## Ранняя биография
Фернандес де Луго родился во время правления Фердинанда и Изабеллы, его семья была галисийского происхождения; а его фамилия указывает на принадлежность к галисийскому городу Луго.
Ничего более о его юности не известно. Он начал свой путь, тем что записался добровольцем на флот, а закончил в ранге аделантадо и Главного генерала африканских берегов. В 1478 году он участвовал в завоевании Гран Канарии под руководством Хуана Рехона. Позднее, он сражался вместе с Педро де Вера, преемником Рехона в управлении Гран Канарией, который поручил ему руководство замком в Агаэте на острове Гран Канария.

## Завоевание Пальмы

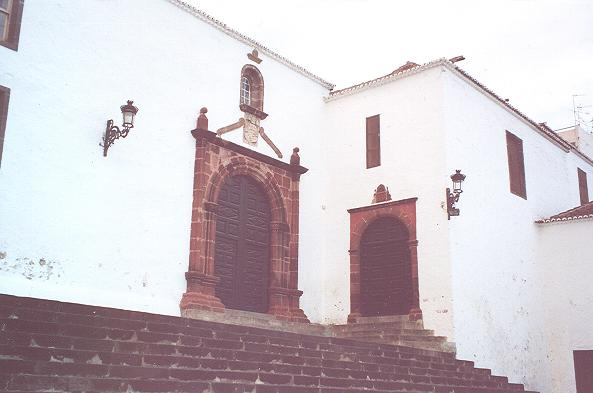
Церковь Санто Доминго, Санта-Крус-де-ла-Пальма. Построена в честь св. арх. Михаила Фернандесем де Луго, заложена 14 мая 1506 года. Архангел Михаил — святой покровитель фламандцев, которые в большой массе первоначально заселяли остров.

Фернандес де Луго вернулся в Испанию просить финансовую помощь у испанской короны для завоевания Пальмы и Тенерифе. Его назначили правителем Пальмы и выделено 700 000 мараведи с условием покорения острова в течение года.
Завоевание Пальмы началось 29 сентября 1492 года, когда Фернандес де Луго высадился с войском на побережье Тасакорте. Он столкнулся с ожесточённым сопротивлением ряда племён гуанчей. Тем не менее, менсеи, вожди гуанчей Пальмы, сдались в апреле 1493 года, за исключением Танаусу, управлявшего территорией известной как Асеро (Табуриенте).
Но и Танаусу был окружён и взят в плен в мае того же года, благодаря сговору между Фернандесем де Луго и Хуаном де Пальма, гуанчем, принявшим христианство и приходившимся родственником Танаусу. Покорение Пальмы завершилось 3 мая 1493 года. Фернандес де Луго оставил остров под управлением своего племянника Хуана, а сам стал готовиться к нападению на Тенерифе.

## Завоевание Тенерифе
Во время покорения Тенерифе Фернандес де Луго потерпел жестокое поражение в первой битве у Асентехо (31 мая 1494 года). В этом сражении ему, раненому, удалось избежать гибели только благодаря тому, что он поменялся своим красным плащом аделантадо с рядовым воином. Ко всему прочему Фернандес де Луго в этом бою лишился большинства своих зубов из-за камня, брошенного ему в голову.
К октябрю 1495 года, Фернандес де Луго собрал вторую, более сильную армию, в том числе получив помощь от герцога Медина-Сидония и других знатных дворян. Помня опыт унижения в своей первой попытке покорить остров, де Луго действовал предельно осторожно, постепенно продвигаясь по острову, строя и восстанавливая укрепления. Экспедиция, которую он же и финансировал продав своё имущество, высадилась в Аньясо (современный Санта-Крус-де-Тенерифе), где он воздвиг 2 башни на месте, где ранее стоял им же построенный форт до поражения в первой попытке завоевания острова. Теперь под его командованием находились более опытные войска, включавшие около 1,000 пеших воинов, ветеранов взятия Гранады, предоставленных ему герцогом Медина-Сидония. Фернандес де Луго также пользовался поддержкой и Фердинанда с Изабеллой, которые дали ему ещё 10 месяцев для завершения покорения Канарских островов. В течение продвижения по острову де Луго захватил также множество рабов. Благодаря в этот раз лучше спланированной стратегии он сломил сопротивление гуанчей Тенерифе в битве у Агере (14-15 ноября, 1494 года) и во второй битве у Асентехо (25 декабря 1494 года).

## После завоеваний

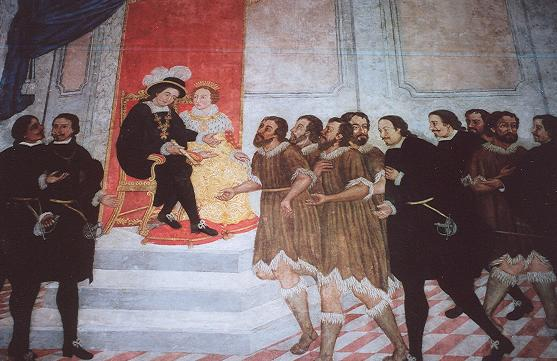
Фернандес де Луго демонстрирует Фердинанду и Изабелле захваченных в плен вождей гуанчей. Фреска из здания аюнтамьенто Сан-Кристобаль-де-ла-Лагуна (Тенерифе).

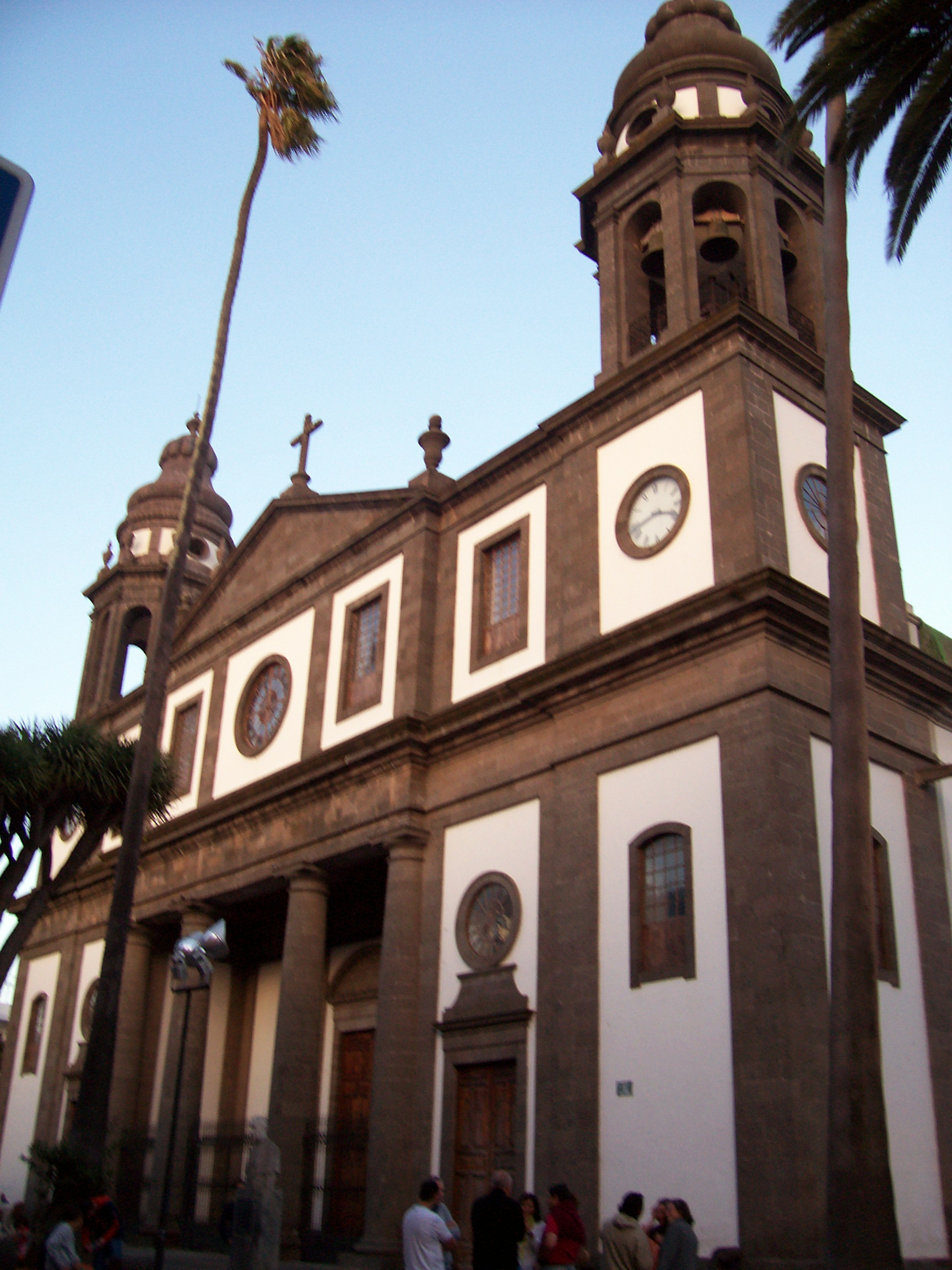
Собор Сан-Кристобаль-де-ла-Лагуны (Тенерифе), где захоронен Фернандес де Луго.

Фернандес де Луго был назначен губернатором и главным судьёй Тенерифе и Пальмы, Генерал-капитаном берега Африки. Ему была присвоена должность аделантадо 12 января 1503 года и снова подтверждена королём Карлом I, в Барселоне 17 августа 1519 года. Этот титул передавался по наследству. В настоящее время титул «Аделантадо Канарских островов Тенерифе и Пальма, Генерал-капитан берега Африки» носит Феликс Альберто Луго III. Фернандесу де Луго, из-за его финансирования компании по завоеванию Тенерифе и Пальмы, были предоставлены широкие властные полномочия над этими островами. На Пальме, он контролировал любое распределение земли или воды. Предпочитая жить на Тенерифе, Фернандес де Луго тем не менее закрепил за собой большую площадь на севере к столице острова. Его племянник и лейтенант получил Ла-Калдера в 1502 году.
Его правление в качестве аделантадо характеризуется крайним деспотизмом и жестокостью, а его отношение к гуанчам — как к военным трофеям. Большую часть гуанчей, юридически имевшие то же положение в королевстве что и мавры, де Луго обратил в рабство. Его обращение с покорённым населением было настолько жестоко, что вынудило Фердинанда и Изабеллу вмешаться, потребовав от губернатора Гран Канарии Санчеса де Валенсуэла освободить часть гуанчей, порабощённых де Луго.
На обоих островах Фернандес де Луго осуществлял гражданскую и уголовную юрисдикцию и право назначать и увольнять судебных депутатов, а также контролировал миграции рабов и жителей с островов и на острова. Фернандес де Луго также ввёл ограничения по продаже земельных участков для создания постоянной базы поселенцев.
Он курировал миграцию на Тенерифе и Пальмы из континентальной Европы в периоде с конца 1490-х до 1520-х, иммигрантами были кастильцы, португальцы, итальянцы, каталонцы, баски и фламандцы. Впоследствии Фернандес де Луго был обвинён в покровительстве генуэзским и португальским иммигрантам в ущерб кастильским.
На Тенерифе Фернандес де Луго основал город Сан-Кристобаль-де-ла-Лагуна. La Plaza del Adelantado и Calle Adelantado, находящиеся в этом городе носит его имя. Местная легенда гласит, что из-за гибели одного из своих сыновей в этом городе Фернандес де Луго распорядился искривить улицу Ла Каррера так, чтобы он не мог видеть место гибели своего сына из своей резиденции.
3 мая 1493 года на Пальме де Луго основал город Санта-Крус-де-ла-Пальма (сначала носивший название Villa del Apurión).
21 июля 1509 года он передал все свои титулы и права над Африканским берегом, полученных им в 1499 году, своему сыну Педро Фернандесу де Луго, позднее участвовавшему в экспедиции в Новый свет.
Он был похоронен в Соборе Сан-Кристобаль-де-ла-Лагуны.
Алонсо Фернандес де Луго изображён на почтовой марке Испанской Сахары 1961 года.

### Список аделантадо Канарских островов[8]
1. дон Алонсо Фернандес де Луго
2. дон Педро Фернандес де Луго
3. дон Алонсо Луис Фернандес де Луго
4. дон Алонсо Луис Фернандес де Луго (более известен как Линдо)
5. донья Порсия Магдалена Фернандес де Луго и Марин
6. дон Антонио Алонсо Луис де Лейва Фернандес де Луго
7. донья Франсиска де Фуэнтес Гузман и Луго
8. дон Хуан Алонсо Кларос де Гузман и Луго
9. дон Хосе Фернандес де Луго и Фуэнтес
10. дон Хосе Франсиско Алонсо Луис Фернандес де Кордоба Мендоса и Луго
11. дон Мануэль Алонсо Фернандес де Кордоба Мендоса и Луго
12. донья Мануэла Фернандес де Кордоба Пиментель и Луго
13. донья Мария де лос Анхелес дель Росарио Фернандес де Кордоба и Луго
14. Фернандо Рафаэль де Кабрера Перес. Маркиз де Вилласека
15. Хуан Баутиста де Кабрера и Бермой Луго и Перес де Сааведра. Маркиз де Вилласека
16. дон Фернандо де Кабрера и Фернандес де Кордоба Луго и Бермой
17. дон Феликс Альберто Луго III[9]